# Julia Cumberlege
Julia Frances Cumberlege (née Camm ; le 27 janvier 1943) est une femme d'affaires et femme politique britannique du Parti conservateur. Elle est créée pair à vie le 18 mai 1990 sous le titre de baronne Cumberlege, de Newick dans le comté d'East Sussex.

## Jeunesse et éducation
Fille du Dr Lambert Ulrich Camm (né Kamm et décédé en 1997), d'Appleton, Newick, East Sussex, médecin généraliste, premier médecin hygiéniste de Plumpton Racecourse et anciennement de l'Indian Medical Service, et de Mary Geraldine Russell, elle fait ses études à l'école Convent of the Sacred Heart, à Tunbridge Wells, Kent,.

## Carrière
Après son mariage en 1961 et l'éducation de ses trois fils, Cumberlege sert dans le gouvernement local comme juge de paix pour l'East Sussex de 1973 à 1985, et membre du conseil du comté d'East Sussex de 1974 à 1985. Elle est nommée chevalier de l'Ordre de l'Empire britannique en 1985 et est lieutenante adjointe de l'East Sussex de 1986 à 1991.
En tant que présidente d'une commission mandatée par le ministère de la Santé et de la Sécurité sociale Cumberlege produit un rapport en 1986 qui, entre autres, recommande que les infirmières puissent prescrire certains médicaments. De 1987 à 1989, elle est membre du groupe consultatif d'experts du DHSS sur le sida.
En 1992, elle est nommée ministre adjointe de la Santé et couvre pendant cinq ans toutes les questions relatives à la santé et aux services sociaux à la Chambre des Lords. Deux ans plus tard, elle oppose son veto à une grande campagne de la Health Education Authority sur l'utilisation du Préservatif, "la première tentative depuis deux ans de cibler la population générale à risque de contracter le VIH ", au motif que l'affiche, les publicités dans la presse et au cinéma "pourraient offenser". bien qu'il n'y ait eu aucune preuve de cela lors du test de la campagne.
Elle est également ministre parrain de la ville de Plymouth, responsable de la régénération et d'un budget de 45 millions de livres sterling par an. En 1997, elle est porte-parole de l'opposition pour la santé.
En 2006-07, Cumberlege préside une commission examinant l'approche de l'Église catholique en Angleterre et au Pays de Galles à la protection de l'enfance.
En 2010, elle reçoit une bourse honorifique du Royal College of Nursing.
Elle mène un examen des services de maternité pour le NHS England en 2015. Better Births, le rapport de la commission, recommande que toutes les femmes aient le choix d'accoucher où elles le souhaitent, avec le soutien de la même sage-femme tout au long de la grossesse, du travail et des premières semaines de la maternité, avec un contrôle sur un budget personnel de soins de maternité. de 3 000 £ à dépenser pour les soins du NHS qu'ils choisissent.
En février 2018, elle est nommée par le secrétaire à la Santé, Jeremy Hunt, pour présider l'Examen indépendant de la sécurité des médicaments et des dispositifs médicaux, enquêtant sur les rapports de patientes sur les effets secondaires nocifs des médicaments et des dispositifs médicaux, et sur la réponse des services de santé. Le rapport est publié en juillet 2020. Il porte sur le test de grossesse oral Primodos, le valproate de sodium, un médicament antiépileptique et les réparations de maille pelvienne . Le rapport décrit « une culture de déni, une résistance institutionnelle à répondre aux préoccupations en matière de sécurité et une absence de responsabilité ».
En 2001, elle lance Cumberlege Connections Ltd, devenu Cumberlege Eden and Partners en 2013. Ces entreprises se spécialisent dans la formation et le conseil dans le secteur de la santé.

## Vie privée
En 1961, elle épouse Patrick Francis Howard Cumberlege, de Vuggles Farm, Newick, Lewes, Sussex, autrefois président de la Newick Village Society  et anciennement de la Royal Navy  petit-fils de Sir Alexander Doran Gibbons, 7e baronnet. Ils ont trois fils.
Catholique romaine, elle prend la parole lors de la conférence de la Catholic Medical Association (anciennement Guild of Catholic Doctors) à Bristol en avril 2009, présidée par l'archevêque Peter Smith.